# Chalong Rat Expressway
De Chalong Rat Expressway (Thai: ทางพิเศษฉลองรัช) is een autosnelweg in Thailand. De snelweg in Bangkok is 28,2 kilometer lang. De weg werd geopend in 1996 tussen Ram Inthra en At Narong.
Chaloem Maha Nakhon Expressway ·
Si Rat Expressway ·
Prachim Ratthaya Expressway ·
Don Mueang Tollway ·
Chalong Rat Expressway ·
Burapa Withi Expressway ·
Udon Ratthaya Expressway ·
S1 ·
Motorway 6 ·
Motorway 7 ·
Bangkok Outer Ring Road / Kanchanaphisek Road / Motorway 9